# Анандпур
Анандпур (в.-пандж. ਅਨੰਦਪੁਰ ਸਾਹਿਬ) — город в штате Пенджаб, Индия. Известен как священный город сикхов, тесно связан с религиозными традициями и историей. Расположен возле Гималаев вблизи реки Сатледж, окружён живописными природными пейзажами. Население: 15 229 чел.[когда?]

## Мемориальный центр Хальса
Комплекс (англ. Khalsa Heritage Center), построенный архитектором Моше Сафди в Анандпуре. По площади занимает около 6,5 тысяч м².